# 아더 우먼
《아더 우먼》(영어: The Other Woman)은 2014년 공개된 미국의 로맨틱 코미디 영화이다.

## 줄거리
완벽주의자이지만 연애는 2% 모자란 골드미스 변호사 ‘칼리’(캐머런 디애즈 분), 평생 남편 바보로 살아온 ‘케이트’(레슬리 맨 분), 글래머러스한 몸매와 달리 세상 순진한 ‘앰버’(케이트 업턴 분). 세 사람은 모두 바람둥이 ‘마크’(니콜라이 코스테르발다우 분)와 동시에 썸을 탔다는 것을 알게 된다.
공공의 적이 생긴 그들은 힘을 합치고, 칼리는 마크에게 사회적 매장을, 케이트는 치욕적인 이혼을, 엠버는 외로움을 선사하기 위한 그녀들의 나쁜 남자 길들이기 고군분투가 시작된다.

## 출연진
- 캐머런 디애즈 - 칼리 휘튼 역
- 레슬리 맨 - 케이트 킹 역
- 케이트 업턴 - 앰버 역
- 니콜라이 코스테르발다우 - 마크 킹 역
- 니키 미나지 - 리디아 역
- 테일러 키니 - 필 역
- 돈 존슨 - 프랭크 휘튼 역
- 데이비드 손턴 - 닉 역
- 올리비아 컬포 - 흑발 미인 역